# La Table (nature morte au lapin)
Pour les articles homonymes, voir La Table (homonymie).
La Table (nature morte au lapin) est un tableau réalisé par le peintre espagnol Joan Miró en 1920. Cette huile sur toile est une nature morte représentant notamment un lapin, un coq et un poisson sur une table carrée. Elle est conservée au sein d'une collection privée.